# Bad Dürrenberg
Bad Dürrenberg (pronunciación en alemán: /baːt ˈdʏʁənˌbɛʁk/ⓘ) es un municipio situado en el distrito de Saale, en el estado federado de Sajonia-Anhalt (Alemania), a una altitud de 100 metros. Su población a finales de 2015 era de unos 11 700 habitantes y su densidad poblacional, 330 hab/km².